# Харловка (село)
Харловка — упразднённое в 2006 году село в Ловозерском районе Мурманской области России. Находилось на Мурманском берегу Баренцового моря.

## География
Располагалось на Мурманском берегу (у мыса Глядень), напротив острова Харлов при впадении в Баренцево море реки Харловка, в 128 км от районного центра села Ловозеро, в 160 км к востоку от г. Североморска.

## Топоним
Название острова, села и реки связано с фамилией Харлов и является мемориальным именованием по имени Я. П. Харлова, участника описания Мурманского берега и штурмана экспедиции М. Ф. Рейнеке.

## История
Возник как промысловое становище в XVII в..
с 1894 — колония Гавриловского сельского общества Кольско-Лопарской волости, основанная семьей карельских первопоселенцев Дмитриевых.
С 1920 — становище, село, центр Харловского сельского совета в составе Териберской волости, с 1927 — Териберского района; с 1958 — в составе Восточно-Лицкого, с 1959 — Захребетнинского, с 1960 — Дальнезеленецкого сельских советов Териберского района; с 1960 — в составе Североморского района, с 1963 — пригородной зоны г. Североморска..
Законом Мурманской области № 793-01-ЗМО от 29 сентября 2006 года населённый пункт был упразднён в связи с отсутствием проживающего населения.

## Население
Численность населения достигала до 250 человек [12 (в 2 дворах) — в 1895, 15 (в 3 дворах) — в 1899, 26 (в 4 дворах) — в 1904, 74 (в 9 дворах) — в 1910, 165 (в основном выходцы с Терского берега, в 26 дворах) — в 1914, 128 (в 28 дворах) — в 1920, 135 (в 28 дворах) — в 1926, 170 — в 1932, 241 — в 1939].
С 1956 считался нежилым. На год упразднения населения не было.

## Инфраструктура
В первой трети XVIII в. — место промысла выходцев из Подвинья (Холмогорской, Княжостровской, Ухтостровской и других волостей), Поморского берега (Кемь, Сумский посад), а также лопарей Семиостровского погоста.
В начале XX века в селе было рыболовецкое становище, в советское время в селе располагалась военная часть.

## Транспорт
Доступен морем.